# 에스토니아의 러시아어
에스토니아의 러시아어는 에스토니아에서 쓰이는 언어들 중의 하나이며 널리 펴져 있으며 에스토니아의 러시아인들을 중심으로 사용되고 있다. 2000년조사에 따르면 인구의 30%가 러시아어를 모국어로 사용했다(1989년조사에서는 35%가 모국어로 러시아어를 사용했다).
 탈린에서도 러시아어는 주민의 거의 47%가 사용했다(2011년초). 교육과정에서도 러시아어는 외국어로 자주 가르치고 있다.